# Acryloylgroep

Structuurformules van de acryloylgroep.

De acryloylgroep is een functionele groep in de organische chemie, afgeleid van acrylzuur en de daaraan verwante acrylaten. Het duidt op een groep van verbindingen die een H2C=CH-C(=O)-gedeelte bezitten, hetgeen in wezen een acylgroep is die afgeleid is van acrylzuur. De officiële IUPAC-benaming van de functionele groep is prop-2-enoylgroep. De functionele groep wordt soms ook (maar minder correct) de acrylgroep genoemd.
Verbindingen met een dergelijke groep in hun structuur zijn typische alfa,bèta-onverzadigde carbonylverbindingen. Zij kunnen een aantal zeer specifieke reacties ondergaan, zoals nucleofiele geconjugeerde additie, elektrofiele additie van waterstofhalogeniden, de Baylis-Hillman-reactie en de Michael-additie.